# Акварел (филм)
„Акварел“ (на малаялам: ജലച്ചായം) е индийски филм от 2010 година, драма на режисьора Сатиш Калатил по сценарий на Суджит Алунгал.
В центъра на сюжета е университетски преподавател по изкуство, който попада на талантлив самоук селски художник, помага му в работата му, но се възползва от нея като препродава картините му със значителна печалба. Главните роли се изпълняват от Бабурадж Путхор и Джаякришнан.

## Актьорски състав
- Бабурадж Путхор
- Джаякришнан
- Прасана Балан
- Бебе Нимиша
- Бебе Лакшми
- Учителят Навин Кришна